# RALB
RALB (англ. RAS like proto-oncogene B) – білок, який кодується однойменним геном, розташованим у людей на короткому плечі 2-ї хромосоми.  Довжина поліпептидного ланцюга білка становить 206 амінокислот, а молекулярна маса — 23 409.
| 10         |  | 20         |  | 30         |  | 40         |  | 50         |
| ---------- |  | ---------- |  | ---------- |  | ---------- |  | ---------- |
| MAANKSKGQS |  | SLALHKVIMV |  | GSGGVGKSAL |  | TLQFMYDEFV |  | EDYEPTKADS |
| YRKKVVLDGE |  | EVQIDILDTA |  | GQEDYAAIRD |  | NYFRSGEGFL |  | LVFSITEHES |
| FTATAEFREQ |  | ILRVKAEEDK |  | IPLLVVGNKS |  | DLEERRQVPV |  | EEARSKAEEW |
| GVQYVETSAK |  | TRANVDKVFF |  | DLMREIRTKK |  | MSENKDKNGK |  | KSSKNKKSFK |
| ERCCLL     |  |            |  |            |  |            |  |            |

A: Аланін

C: Цистеїн

D: Аспарагінова кислота

E: Глутамінова кислота

F: Фенілаланін

G: Гліцин

H: Гістидин

I: Ізолейцин

K: Лізин

L: Лейцин

M: Метіонін

N: Аспарагін

P: Пролін

Q: Глутамін

R: Аргінін

S: Серин

T: Треонін

V: Валін

W: Триптофан

Задіяний у таких біологічних процесах як апоптоз, клітинний цикл, поділ клітини, альтернативний сплайсинг. 
Білок має сайт для зв'язування з нуклеотидами, ГТФ. 
Локалізований у клітинній мембрані, мембрані.